# Agara, Malur
Agara là một làng thuộc tehsil Malur, huyện Kolar, bang Karnataka, Ấn Độ.